# Hôtel-Dieu de Paris

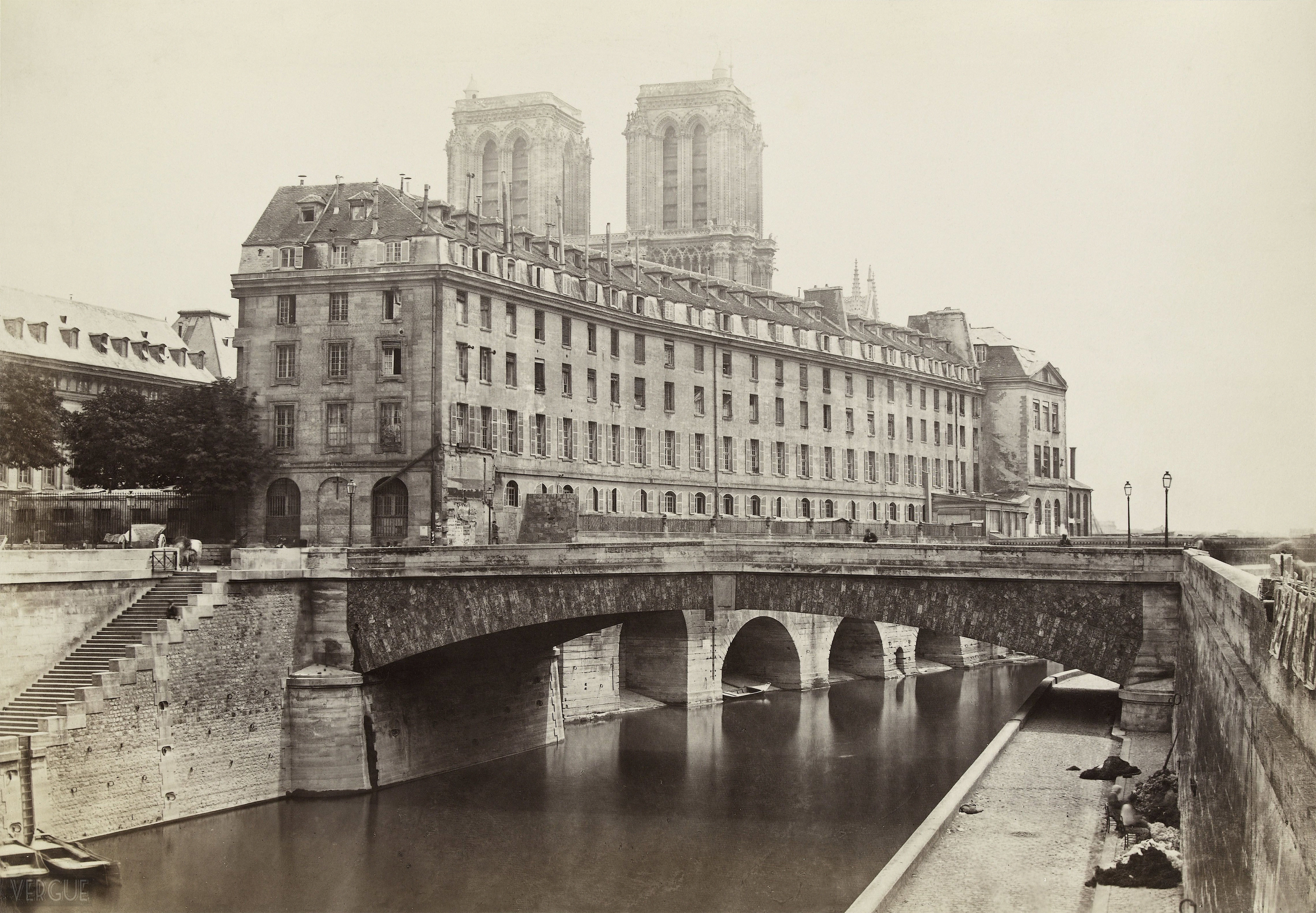
Gamla Hôtel-Dieu cirka 1865–1868.

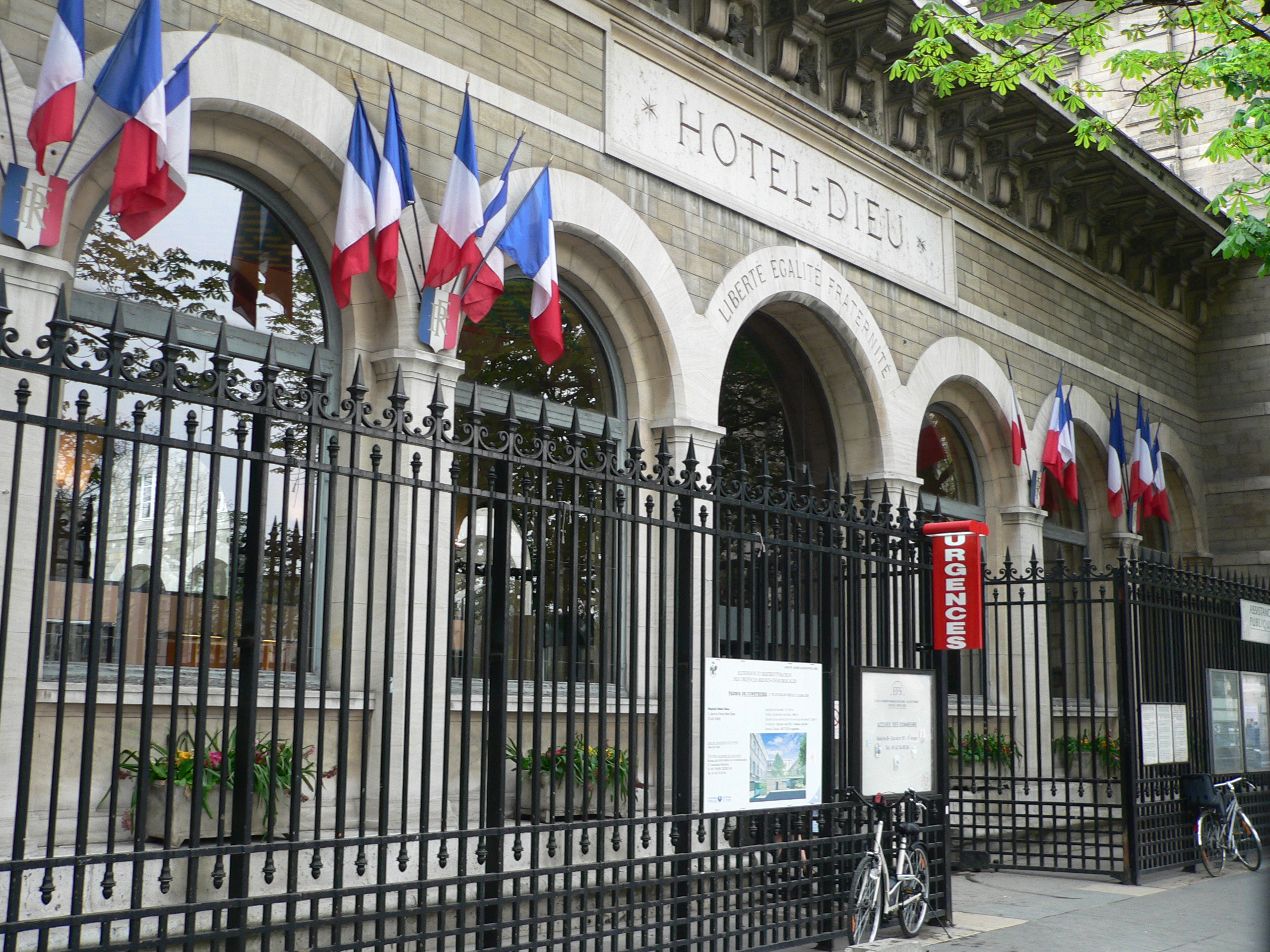
Huvudingången till dagens Hôtel-Dieu.

Hôtel-Dieu de Paris är ett sjukhus på Île de la Cité, nära Notre-Dame i Paris, vilket grundades på 600-talet och anses vara det äldsta sjukhuset i den franska huvudstaden. Det är världens äldsta fortfarande verksamma sjukhus. Under åren 1868–1878, i samband med Haussmanns stadssanering, revs de gamla byggnaderna och ersattes med de nuvarande.  

## Historik
Sjukhuset grundades enligt traditionen av den helige Landericus av Paris år 651, men är bekräftat först år 829. Det var det enda sjukhuset i Paris fram till att Hôpital Saint-Louis uppfördes 1505. Det grundades ursprungligen som en allmän religiös välgörenhetsinrättning som tillhandahöll kost, logi, kläder och annat utöver sjukvård, men kom allteftersom att fungera främst som sjukhus. Det sköttes av nunnor fram till år 1908. 
Hôtel-Dieu hade tusentals bäddplatser under 1700-talet, men förhållandena var dåliga: patienter delade sängar och dödligheten var hög. Sjukhuset genomgick en reformering från 1780-talet och fungerade från 1801 som undervisningsanstalt. 